# Критика
Критика  — розгляд якогось явища, предмета, особи; його аналіз та оцінка згідно з існуючими нормами, масштабами, цінностями.[джерело?] Аналіз і оцінка когось чи чогось із метою виявлення та усунення вад, хиб. Використовується в мовленні як вказівка на вади, хиби, або виступає як негативне судження про щось.

## Етимологія
Критика — запозичення з французької мови; фр. critique «критика», можливо, через латинське посередництво (лат. critica, -orum) зводиться до дав.-гр. χριτιχή «здібність розбирати; критика», пов'язаного з χρινω «розділяю, розрізнюю; вибираю, постановляю; роблю висновок; суджу; обвинувачую», χριμα «рішення, присуд, судження», спорідненими з лат. cerno «розрізняю, пізнаю, вирішую, ухвалюю», праслов'янське krajь, krojiti, українське край, кроїти. Етимологічно — «здатність розрізняти»
За Оксфордським словником англійської мови термін «критика» в цій мові проходить через Францію від давньогрецького слова κριτική, що означає «здатність судження», тобто, «розмірковувати про значення особи або речі».

## В філософії
В 1711 році англійський просвітитель Ентоні Шефтсбері розвив універсальне понятті критики, яке посилається на людську природу. Його учень Генрі Хоум також вбачав джерело критики в природі. Німецький класичний філософ Іммануїл Кант в 1781—1790 роках видав низку фундаментальних праць — «Критика чистого розуму», «Критика практичного розуму» та «Критика здатності судження» — які заклали основу майбутньої теорії пізнання. Французький філософ XX ст. Мішель Фуко визначав критику як «Систему оцінки власне себе».

## В просторіччі
Розгляд і оцінка когось чи чогось, із метою виявлення та усунення вад, хиб.